# (3824) Brendalee
(3824) Brendalee est un astéroïde de la ceinture principale.

## Description
(3824) Brendalee est un astéroïde de la ceinture principale. Il fut découvert le 5 octobre 1929 à Flagstaff par Clyde William Tombaugh. Il présente une orbite caractérisée par un demi-grand axe de 2,25 UA, une excentricité de 0,24 et une inclinaison de 2,8° par rapport à l'écliptique.

## Compléments